# Assa (ville)
Pour les articles homonymes, voir Assa.
Assa (en arabe: آسا; en tamazight: ⴰⵙⵙⴰ) est une petite ville du Sud du Maroc, à 100 km au sud-est de Guelmim, et à 350 km au sud-ouest de Foum Zguid. Elle fait partie de la province d'Assa-Zag dans la région de Guelmim-Oued Noun.

## Histoire
Assa est une ancienne oasis au milieu de laquelle siégeait un ksar, où se trouvait une zaouiya, habitée par des populations beidanes sahraouies. Autour d'Assa gravitaient des tribus nomades , notamment de la tribu des Ait Oussa, qui étaient historiquement liés à la localité .

## Géographie

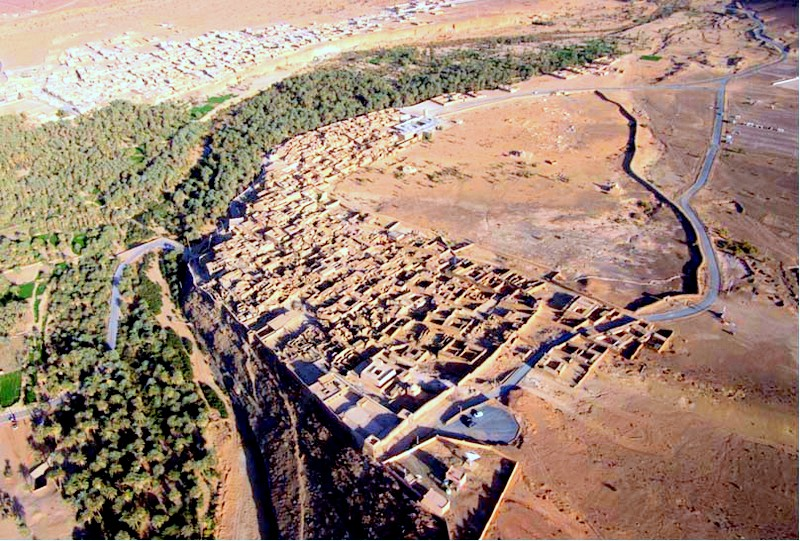
Vue aérienne de la nouvelle ville, de l'oasis et de l'ancien ksar

Assa est une oasis du sud marocain dans la vallée de l'oued Drâa.

## Situation
La population sahraouie s'étant sédentarisée, Assa est aujourd'hui une ville de diversité autour de laquelle se mélangent les populations AHL LKSAR, chleuh et sahraouies.

## Centre d’intérêts
- Assa est le lieu d'un moussem (Mouggar) lieu de rassemblement annuel des tribus sahraouis [1],[2].
- L'ancien ksar qui donne une vue splendide dominant l'oasis et la nouvelle ville
- L'oasis située en périphérie de la nouvelle ville
- L'oued Drâa parfois fleuri lors du printemps où on peut voir les tentes des anciens nomades sahraouis